# ناحية تفتناز
ناحية تفتناز إحدى نواحي سوريا تتبع إداريّاً لمحافظة إدلب منطقة إدلب ومركزها بلدة تفتناز، بلغ تعداد سكان الناحية  24,145 نسمة حسب التعداد السكاني لعام 2004.

## بلدات وقرى ناحية تفتناز
كتيان، معارة النعسان (معارة الحاسكي)، شللخ، طلحية، تفتناز.